# Lamprosema kingdoni
Lamprosema kingdoni is een vlinder uit de familie van de grasmotten (Crambidae), uit de onderfamilie van de Spilomelinae. De wetenschappelijke naam van deze soort is voor het eerst gepubliceerd in 1879 door Arthur Gardiner Butler.
De soort komt voor in Madagaskar.